# Isington
Isington – osada w Anglii, w hrabstwie Hampshire, w dystrykcie East Hampshire. Leży 37 km na wschód od miasta Winchester i 65 km na południowy zachód od Londynu.